# Habrophlebia consiglioi
Habrophlebia consiglioi is een haft uit de familie Leptophlebiidae. De wetenschappelijke naam van de soort is voor het eerst geldig gepubliceerd in 1959 door Biancheri.
De soort komt voor in het Palearctisch gebied.